# Cimetière du Sabaou
Le cimetière du Sabaou est un cimetière communal situé à Biarritz dans les Pyrénées-Atlantiques. C'est l'un des trois cimetières de cette ville avec le cimetière Saint-Martin (le plus ancien, autour de l'église Saint-Martin) et le cimetière de Ranquine (le plus récent, près de l'aéroport de Parme). Son entrée principale donne avenue du Sabaou. Il dispose d'une chapelle.

## Histoire

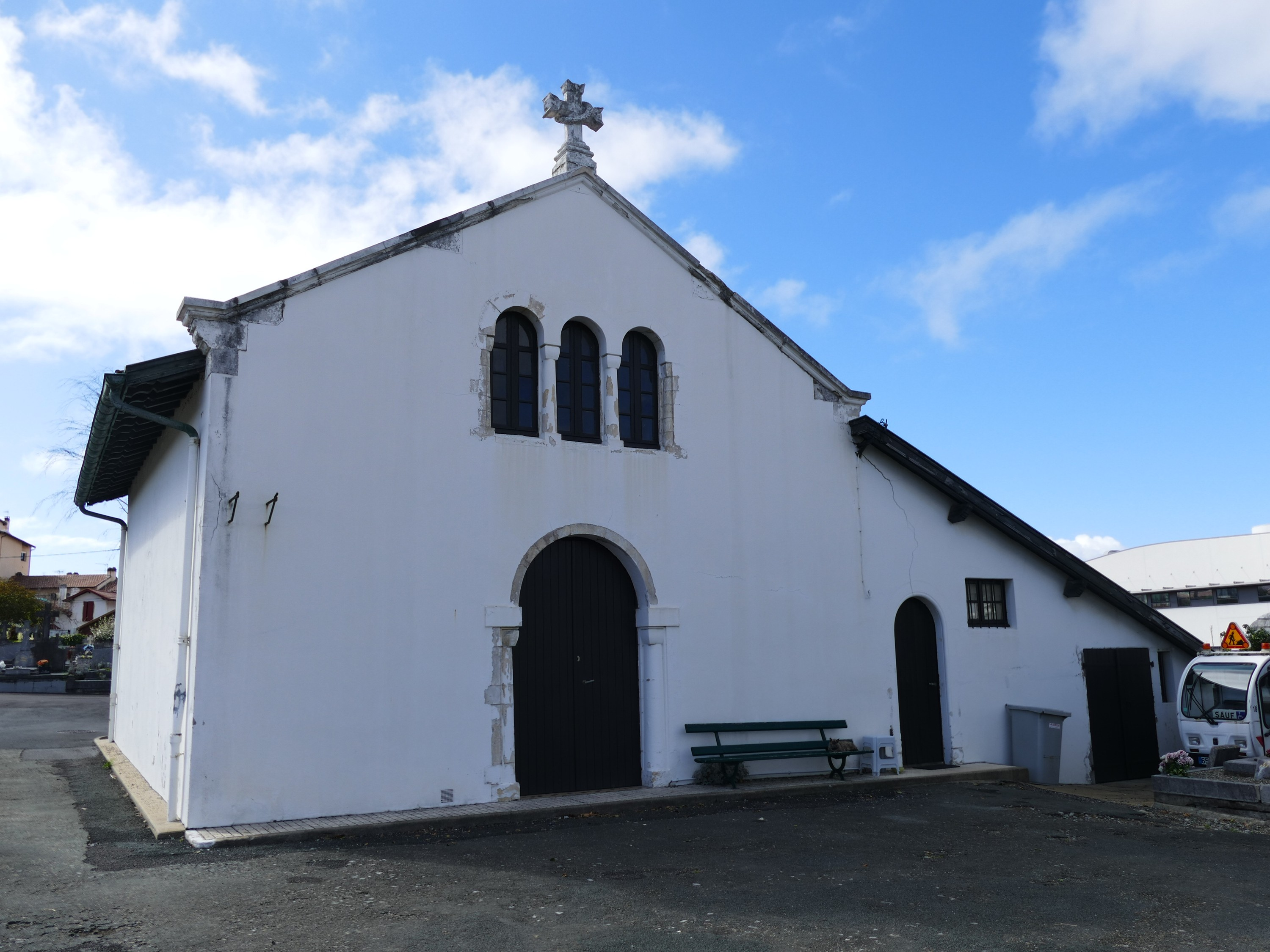
Chapelle à l'entrée du cimetière.

Ce cimetière a ouvert à la toute fin du XIXe siècle. Ses sépultures modestes n'offrent pas d'intérêt architectural ou artistique. Quatre marins suédois, Johan Johansson, Harald Persson, Alfred Wander et Carl Gustaf Eriksson y sont inhumés après avoir péri dans le naufrage du Padosa de décembre 1907 au large de Biarritz. En 1962, soixante-trois dépouilles de soldats allemands et autrichiens des troupes d'occupation dans les Basses-Pyrénées ont été exhumées et transférées au cimetière militaire allemand de Berneuil en Charente-Maritime.
Il existe un carré militaire de soldats français et un carré militaire de soldats britanniques. Une grande sépulture (division 5) avec des croix orthodoxes abrite le prince d'Oldenbourg, son épouse et des proches morts en exil après la révolution russe. On remarque aussi la tombe collective des dominicains qui avaient un couvent en ville de 1895 à la fin des années 1960.

## Personnalités
- André Dassary (né André Deyhérassary 1912-1987), chanteur[6] ;
- Marquis Léopold de Folin (1817-1896), océanographe ;
- Général Jean-Charles Mouscardès (1937-2020)[7] ;
- Prince Alexandre d'Oldenbourg (1844-1932) ;
- Princesse Eugénie d'Oldenbourg née princesse de Leuchtenberg (1845-1925).

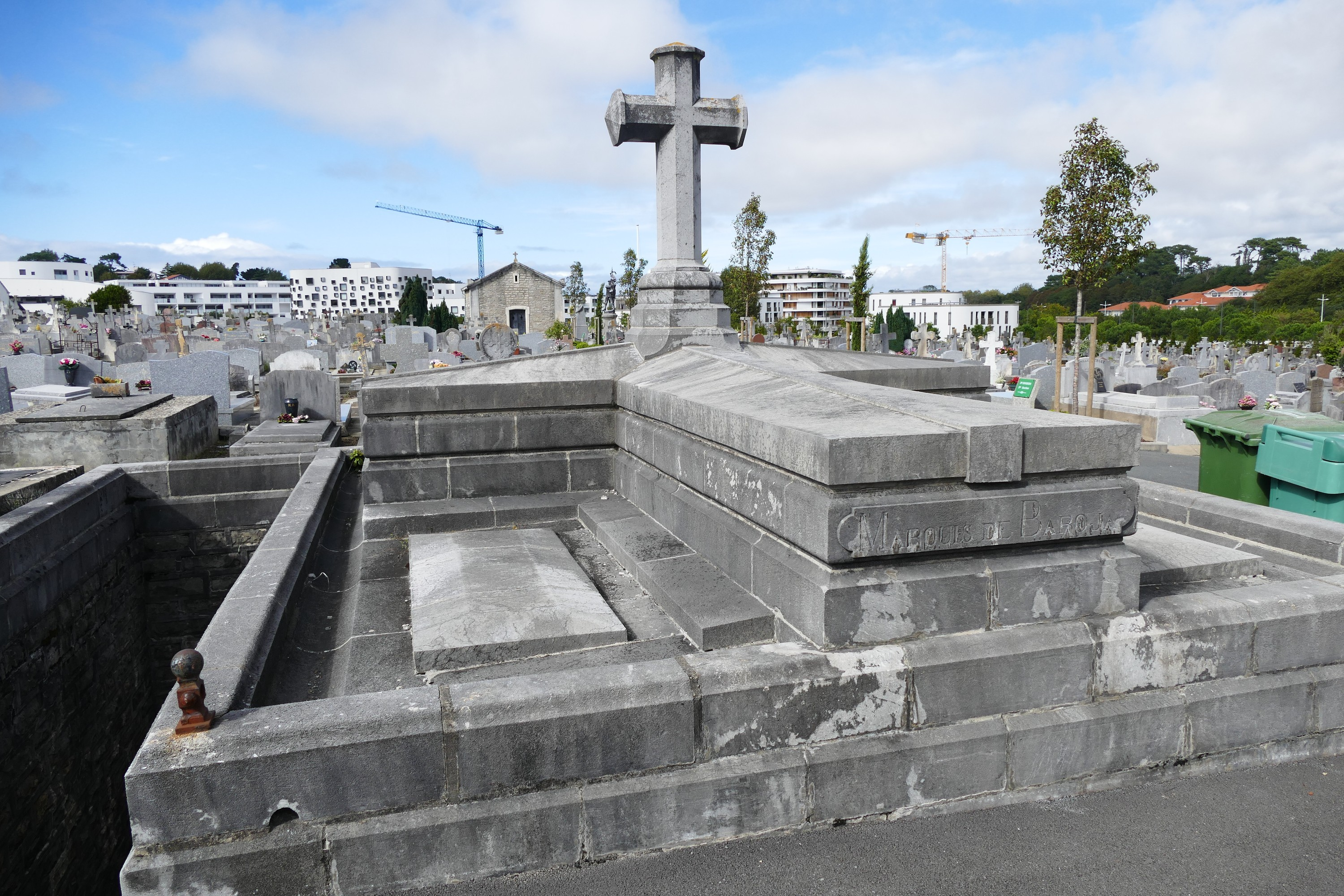
Caveau du marquis de Baroja.
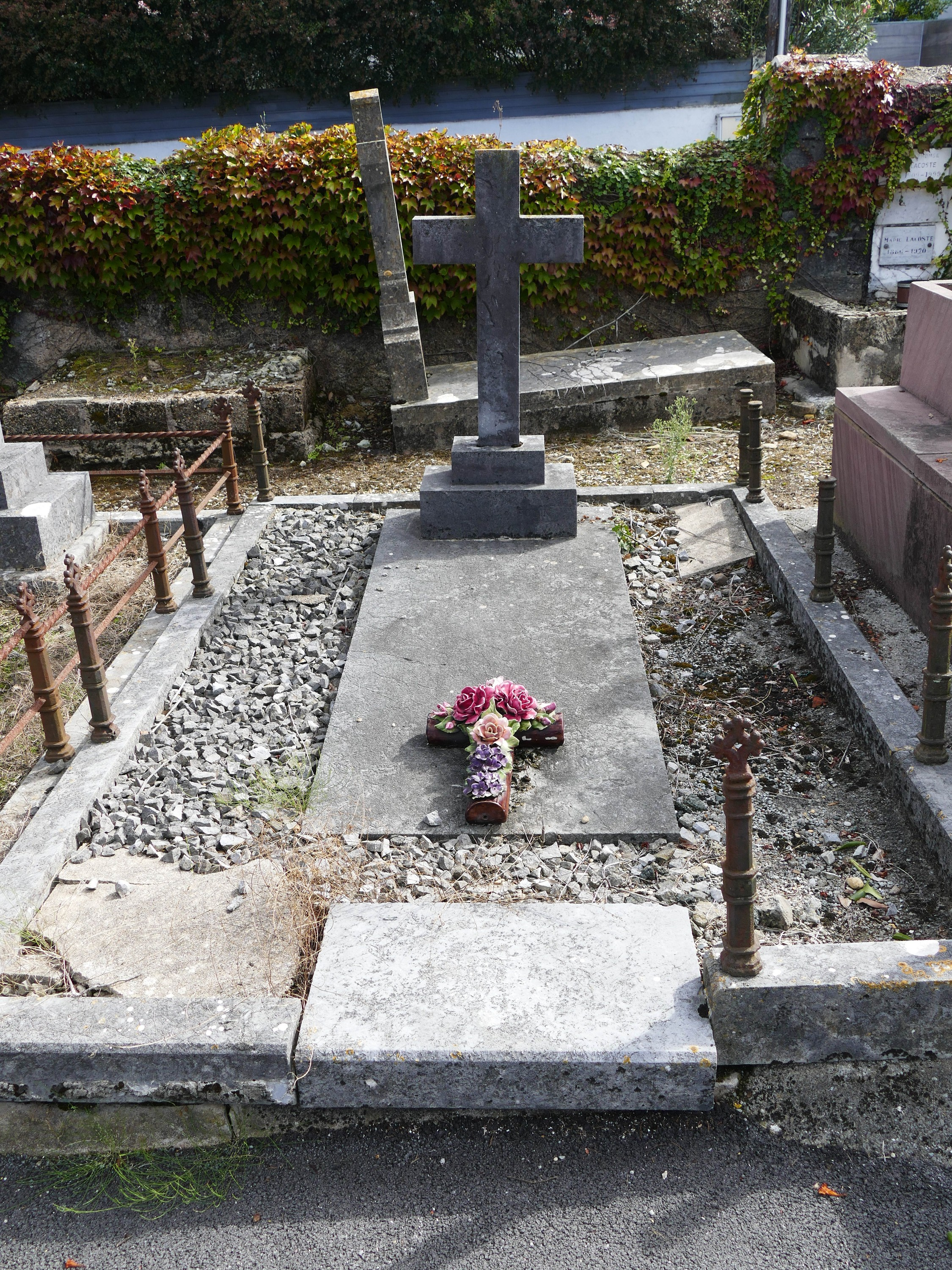
Sépulture de la famille de Folin, dont Léopold de Folin.
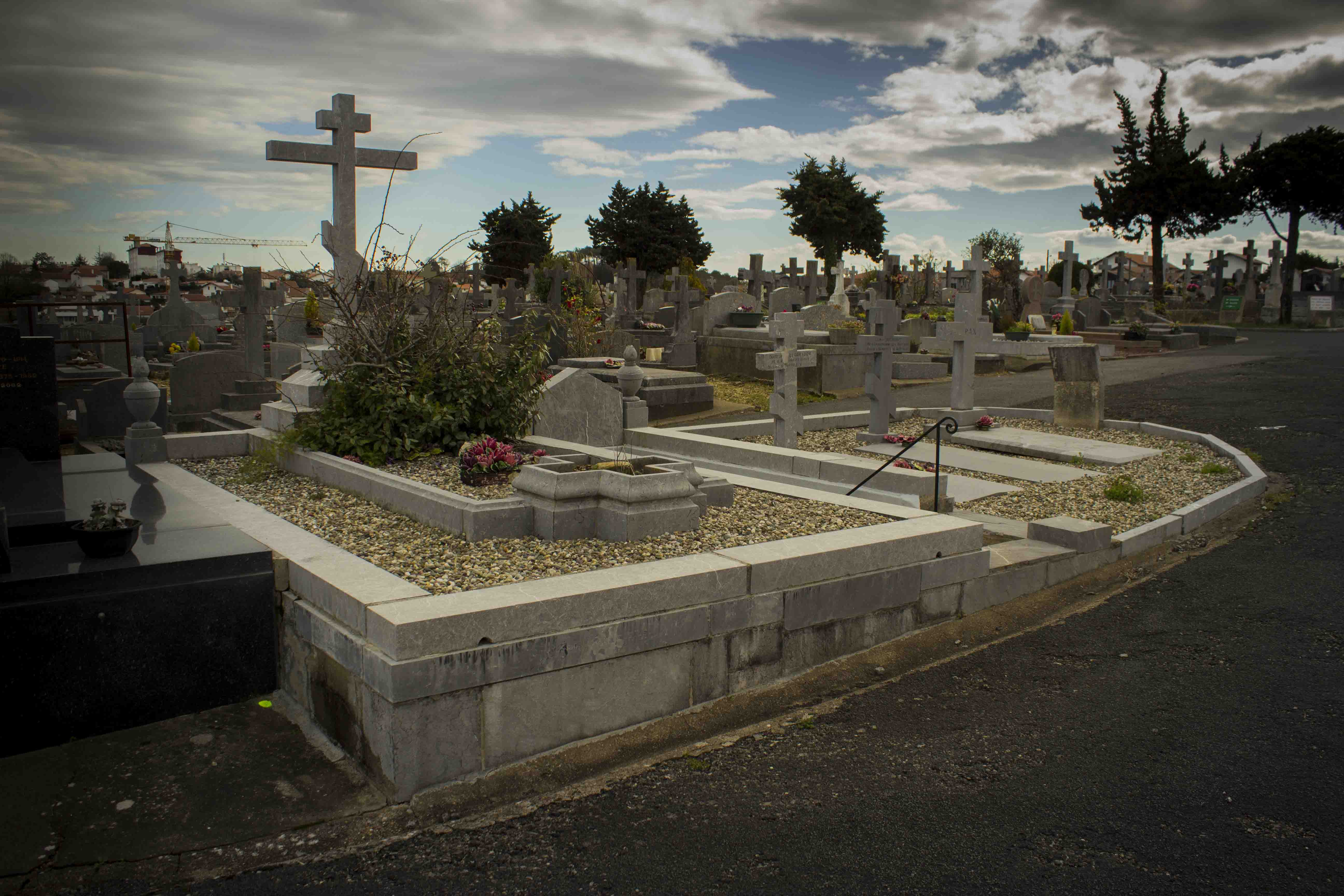
Sépulture Oldenbourg.
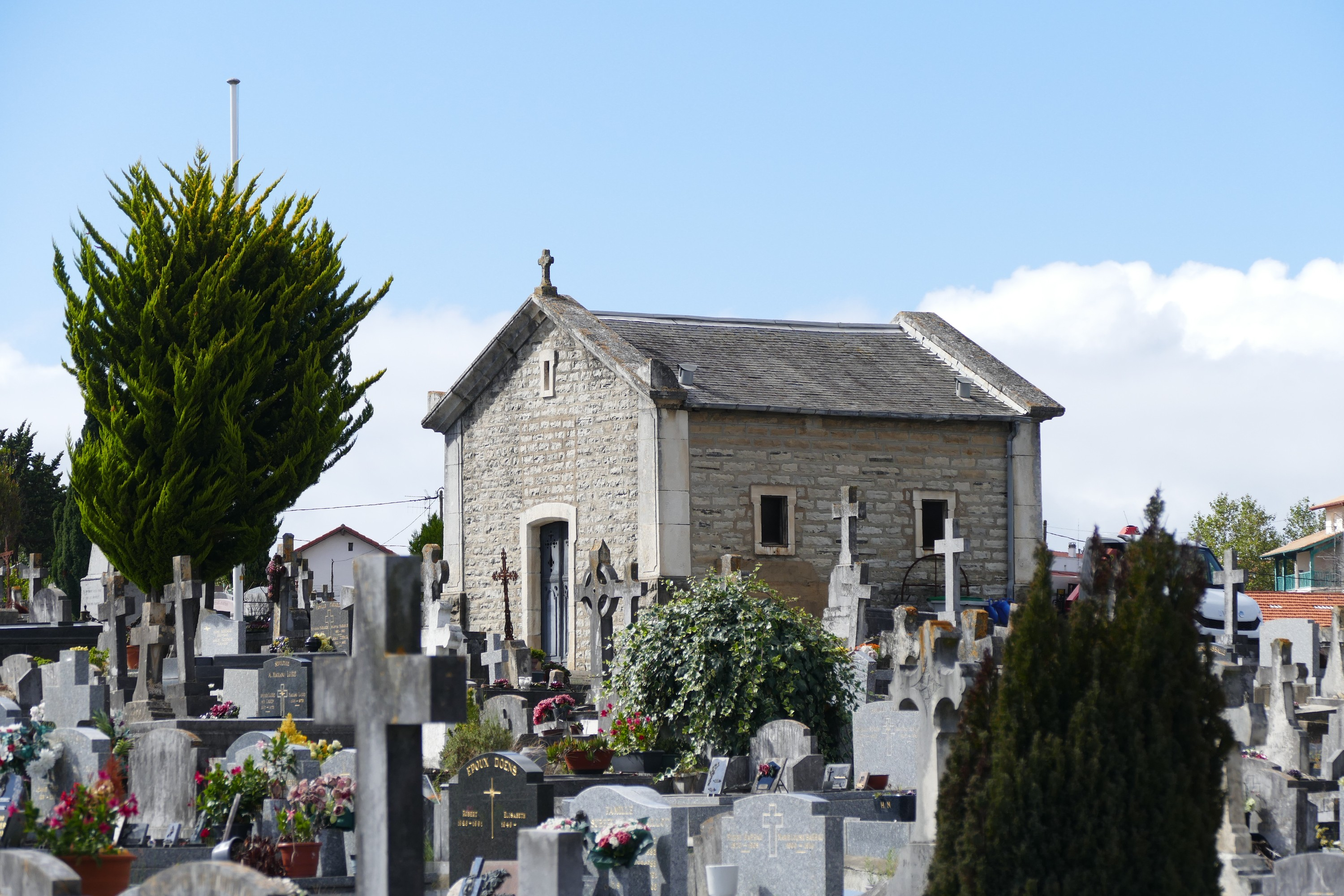
Vue du cimetière.